# 반호
반호(튀르키예어: Van Gölü, 아르메니아어: Վանա լիճ) 또는 반 호는 튀르키예에서 가장 큰 호수로 튀르키예 동부 반주와 비틀리스주 사이에 있다. 내륙호로 염분이 많은 염호이다. 물고기가 없는 사해와 달리 단 한 종이지만 인지 케팔리(진주송어)라는 물고기가 산다. 이 호수 주변에 에덴 동산이 있었던 것으로 추정된다. 호수 반대편 아라라트산에는 노아의 방주가 머물렀다는 전설이 있다.

## 같이 보기
- 노아의 방주